# Municipio de Grey Cloud Island
El municipio de Grey Cloud Island (en inglés: Grey Cloud Island Township) es un municipio ubicado en el condado de Washington en el estado estadounidense de Minnesota. En el año 2010 tenía una población de 289 habitantes y una densidad poblacional de 41,17 personas por km².

## Geografía
El municipio de Grey Cloud Island se encuentra ubicado en las coordenadas 44°48′11″N 92°59′37″O / 44.80306, -92.99361. Según la Oficina del Censo de los Estados Unidos, el municipio tiene una superficie total de 7.02 km², de la cual 5,55 km² corresponden a tierra firme y (20,92 %) 1,47 km² es agua.

## Demografía
Según el censo de 2010, había 289 personas residiendo en el municipio de Grey Cloud Island. La densidad de población era de 41,17 hab./km². De los 289 habitantes, el municipio de Grey Cloud Island estaba compuesto por el 93,08 % blancos, el 0,69 % eran afroamericanos, el 0,35 % eran amerindios, el 1,04 % eran asiáticos, el 1,73 % eran de otras razas y el 3,11 % eran de una mezcla de razas. Del total de la población el 3,11 % eran hispanos o latinos de cualquier raza.